# Pareuchiloglanis gracilicaudata
Pareuchiloglanis gracilicaudata är en fiskart som först beskrevs av Wu och Chen, 1979.  Pareuchiloglanis gracilicaudata ingår i släktet Pareuchiloglanis och familjen Sisoridae. Inga underarter finns listade i Catalogue of Life.